# ربنا-مرقولي
ربنا-مرقولي هو مجموعة من المواقع الأثرية في محافظة السليمانية بإقليم كردستان العراق. تتألف من مستوطنات محصنة منفصلة على الأقل، ربنا ومرقولي، بالإضافة إلى نقوش صخرية يُعتقد أنها تعود إلى الفترة الفرثية الوسطى (حوالي 50-150 ميلادي). وقد تم اقتراح أن يكون ربنا مرقولي موقع مدينة ناتونيا أو ناتونيساروكيرتا القديمة، التي لم تُعرف إلا من خلال العملات المعدنية.

## تاريخ البحث
أُجريت حفريات من قبل مديرية آثار السليمانية في موقع مرقولي عام 2009. وتمت دراسة موقع ربنا في الفترة بين 2016 و2017 من قبل فريق من جامعة هايدلبرغ الألمانية ومديرية الآثار في كردستان العراق.
في يونيو 2022، أُعلن أن الباحثين يعتقدون أن نقوشًا صخرية تصور ملكًا من مملكة أديابيني، مما يشير إلى أن الحصن القريب قد يكون المدينة المفقودة ناتونيا في إقليم كردستان العراق.
وفقًا لموقع عرب نيوز، أفاد الباحثون من مديرية الآثار في السليمانية، بالتعاون مع الدكتور مايكل براون من جامعة هايدلبرغ الألمانية، أن الموقع المحصن المعروف باسم ربنا-مرقولي قد يحتوي على بقايا مدينة ناتونيا القديمة.